# Jana Štěpánková
Jana Štěpánková (Zsolna, 1934. szeptember 6. – Prága, 2018. december 18.) cseh színésznő.

## Élete és pályafutása
Zdeněk Štěpánek (1896–1968) és Elena Hálková (1907–1985) színészek lánya, Ivan Hálek (1872–1945) orvos, író, publicista unokája, Vítězslav Hálek (1835–1874) író, költő dédunokája. Férje Jaroslav Dudek (1932–2000) rendező volt.

## Fontosabb filmjei

### Mozifilmek
- Nástup (1952)
- Még nem volt esküvő (Ještě svatba nebyla) (1954)
- Kutyafejűek (Psohlavci) (1955)
- Bomba (1957)
- 105 %-os alibi (105 % alibi) (1959)
- Zpívající pudřenka (1959)
- A próba folytatódik (Zkouska pokracuje) (1960)
- Orvos válaszúton (Všude žijí lidé) (1960)
- Egy kislány iskolába megy (Anicka jde do skoly) (1962)
- A vadember halála (Tarzanova smrt) (1962)
- Blbec z Xeenemünde (1963)
- Táto, sežeň štěně! (1964)
- Dům ztracených duší (1967)
- Férfiak hallgatása (Mlcení muzu) (1969)
- Paleta lásky (1976)
- Strašidla z vikýře (1987)
- Az Úr angyala (Anděl Páně) (2005)
- Účastníci zájezdu (2006)
- A legjobbakat! (Všechno nejlepší!) (2006)
- Doktor Martin: Záhada v Beskydech (2018)

### Tv-filmek, sorozatok
- Egészséges özvegy (Zdravá vdova) (1972)
- Egy öregember intim estéi (Vdovcovy intimní večery) (1978)
- Kórház a város szélén (Nemocnice na kraji města) (1978–1981, 20 epizódban)
- Választás (Poslední vlak) (1983)
- Ketten az állatkertben (Dva lidi v ZOO) (1989)
- Ranč U Zelené sedmy (1998–2005, 42 epizódban)
- Kórház a város szélén 20 év múlva (Nemocnice na kraji města po dvaceti letech) (2003, kilenc epizódban)
- Nadměrné maličkosti: Učitelky s praxí (2006)
- Opravdová láska (2006)
- Nemocnice na kraji města – nové osudy (2008, 12 epizódban)
- Doktor Martin (2015–2016, 30 epizódban)